# Bettegney-Saint-Brice
 Bettegney-Saint-Brice  es una población y comuna francesa, en la región de Lorena, departamento de Vosgos, en el distrito de Épinal y cantón de Dompaire.

## Demografía
| 128 | 122 | 126 | 105 | 110 | 114 |
| Para los censos de 1962 a 1999 la población legal corresponde a la población sin duplicidades (Fuente: INSEE [Consultar]) |     |     |     |     |     |